# إعصار ليكيما
إعصار ليكيما هو إعصار اجتاح المحيطين في ريوكيو وتايوان وشرق الصين.
يعتبر هذا الإعصار ثاني أكبر الأعاصير المسجلة في تاريخ الصين بعد إعصار فيتو الذي اجتاح المنطقة عام 2013.
تسبب الحادث في اجتياح الفيضانات للبلاد منذ 9 آب (أغسطس) 2019 إلى غاية 11 آب (أغسطس) 2019 (أي بشكلٍ مستمر ليومين متتاليين ) حيث اجتاحت عدداً كبيراً من مناطق البلاد إضافة إلى تشجيانغ في شاندونغ.
أسفر الإعصار عن مقتل 89 شخصًا بفعل الانهيارات الكبيرة للمنازل والأسطح وكذا انهيار البنى التحتية إضافة إلى ما سببته من أضرار وخسائر بلغت 7.4 مليار دولار.

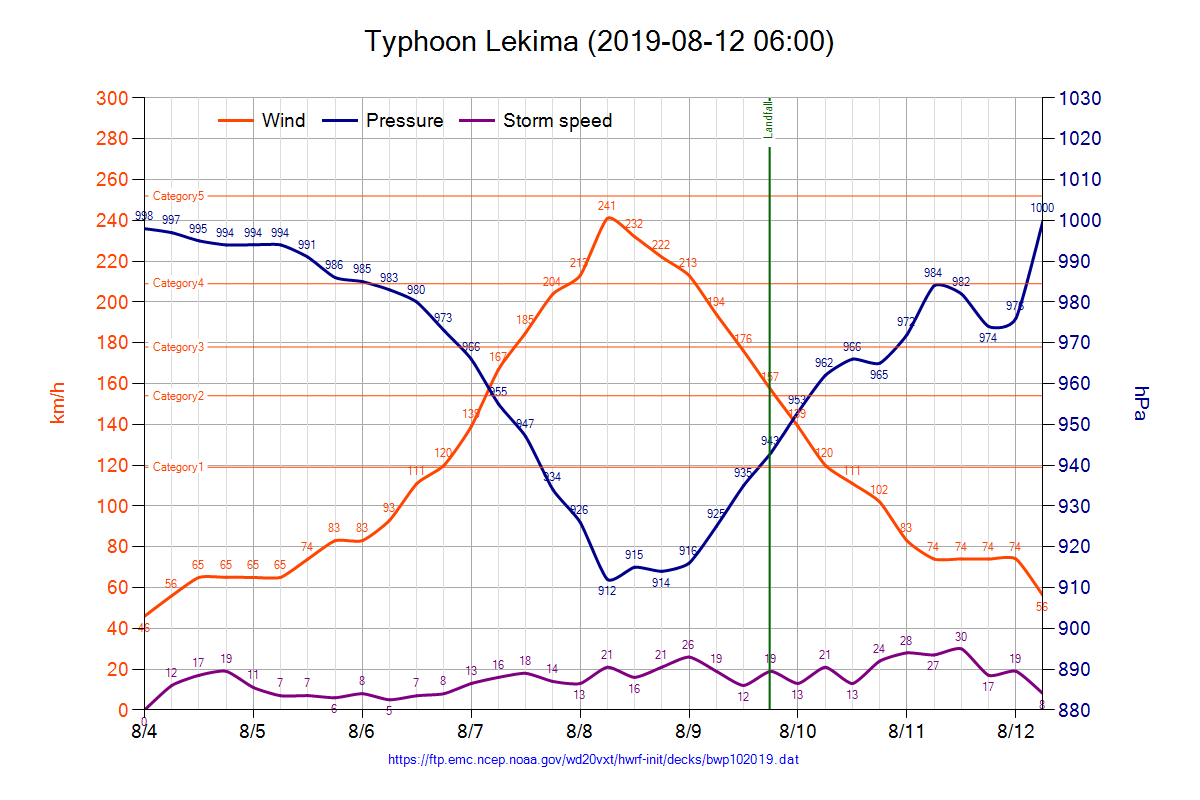